# Efstathios Aloneftis
Efstathios Aloneftis (Nicosia, Chipre, el 29 de marzo de 1983) es un exfutbolista chipriota que jugaba como mediocampista y cuyo último club fue el APOEL FC de la Primera División de Chipre.

## Trayectoria
Comenzó su carrera con el AC Omonia, haciendo su primera aparición de la escuadra superior durante la temporada 2000-01 sin embargo su verdadero talento se hizo evidente durante 2003-04. Sus éxitos con AC Omonia incluyen el campeonato y Supercopa (en 2001 y 2003) y la Copa de Chipre en 2005.

## Selección nacional
Ha jugado 62 partidos internacionales con la selección de Chipre y ha marcado 10 goles.

## Clubes
| Club               | País     | Año       |
| ------------------ | -------- | --------- |
| AC Omonia          | Chipre   | 2002-2005 |
| AE Larissa         | Grecia   | 2005-2007 |
| FC Energie Cottbus | Alemania | 2007-2008 |
| AC Omonia          | Chipre   | 2008-2012 |
| APOEL FC           | Chipre   | 2012-2020 |

## Palmarés

### Campeonatos nacionales
| Título                     | Club       | País   | Temporada |
| -------------------------- | ---------- | ------ | --------- |
| Primera División de Chipre | AC Omonia  | Chipre | 2003      |
| Supercopa de Chipre        | AC Omonia  | Chipre | 2003      |
| Copa de Chipre             | AC Omonia  | Chipre | 2005      |
| Copa de Grecia             | AE Larissa | Grecia | 2007      |
| Primera División de Chipre | AC Omonia  | Chipre | 2010      |
| Supercopa de Chipre        | AC Omonia  | Chipre | 2010      |
| Copa de Chipre             | AC Omonia  | Chipre | 2011      |
| Copa de Chipre             | AC Omonia  | Chipre | 2012      |
| Primera División de Chipre | APOEL FC   | Chipre | 2013      |
| Supercopa de Chipre        | APOEL FC   | Chipre | 2013      |
| Primera División de Chipre | APOEL FC   | Chipre | 2014      |
| Copa de Chipre             | APOEL FC   | Chipre | 2014      |
| Primera División de Chipre | APOEL FC   | Chipre | 2015      |
| Copa de Chipre             | APOEL FC   | Chipre | 2015      |
| Primera División de Chipre | APOEL FC   | Chipre | 2016      |
| Primera División de Chipre | APOEL FC   | Chipre | 2017      |
| Primera División de Chipre | APOEL FC   | Chipre | 2018      |
| Primera División de Chipre | APOEL FC   | Chipre | 2019      |
| Supercopa de Chipre        | APOEL FC   | Chipre | 2019      |